# Thibar (délégation)
Thibar est une délégation tunisienne dépendant du gouvernorat de Béja.
En 2014, elle compte 11 206 habitants dont 5 472 hommes et 5 734 femmes répartis dans 2 920 ménages et 3 343 logements.